# Carlos Casanueva

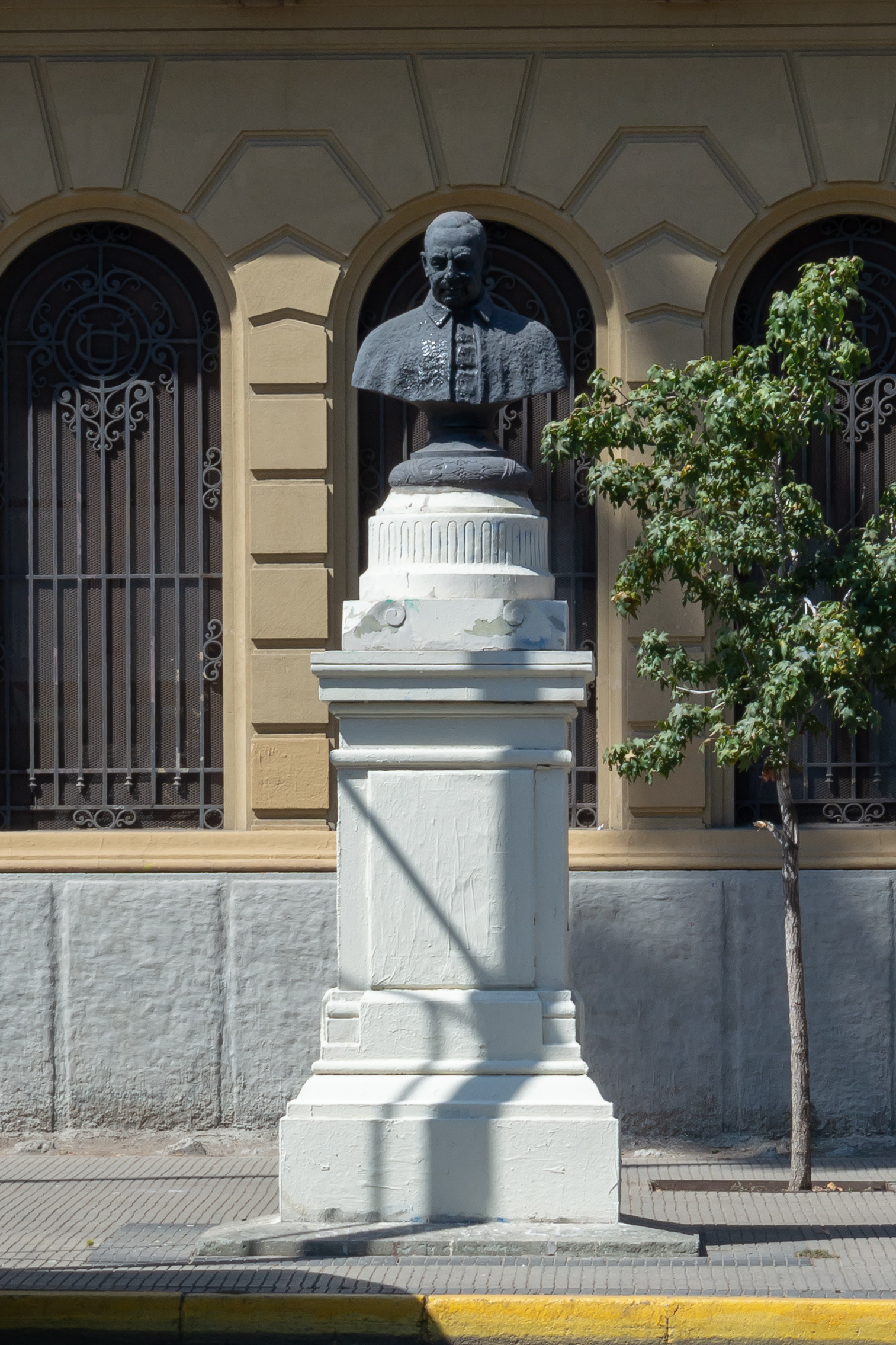
Busto de Monseñor Casanueva en el frontis de la Casa Central de la Pontificia Universidad Católica de Chile.

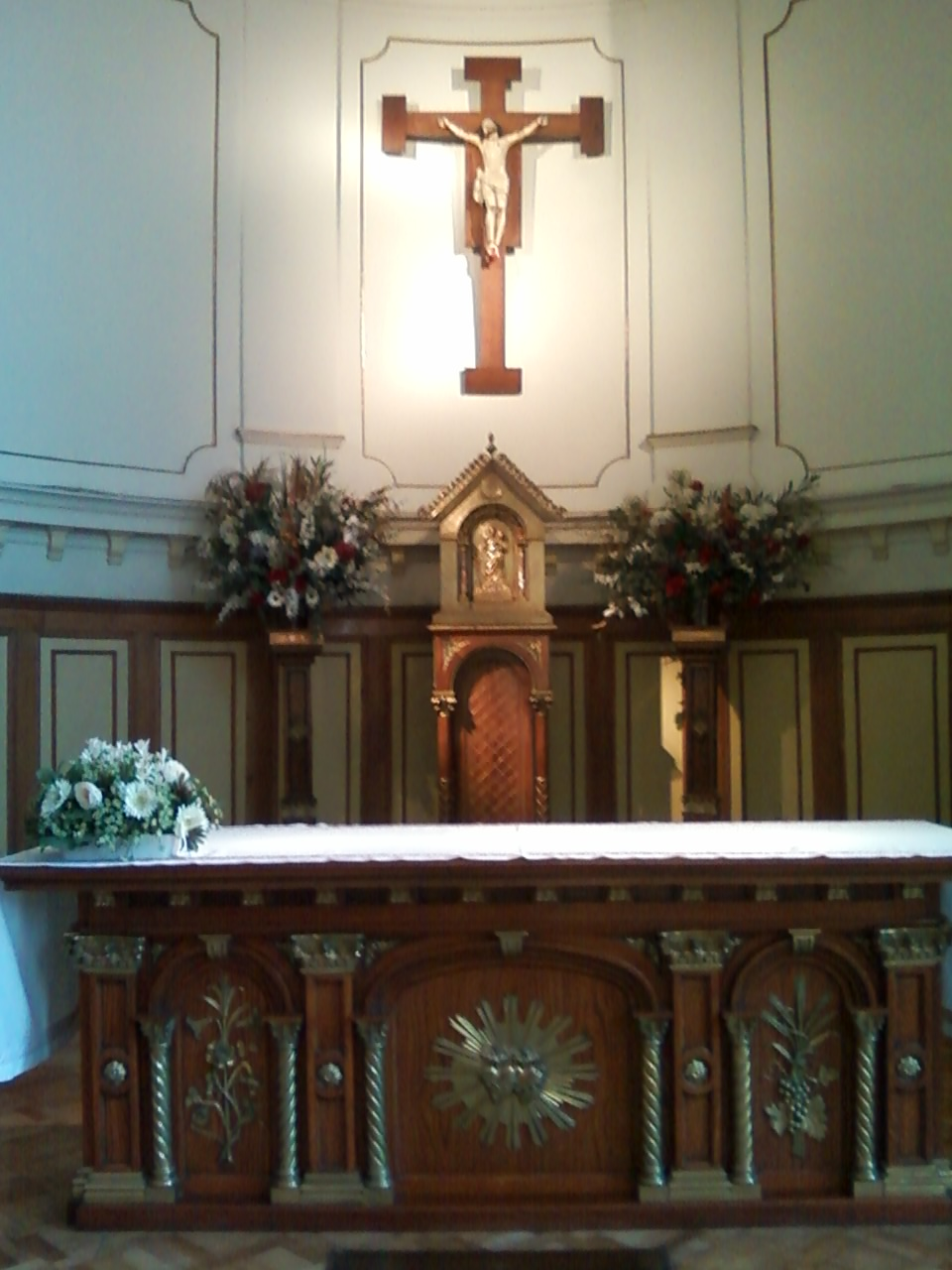
Altar Mayor de la Capilla central, Casa Central de la Pontificia Universidad Católica de Chile bajo el cual descansan los restos de Monseñor Carlos Casanueva.

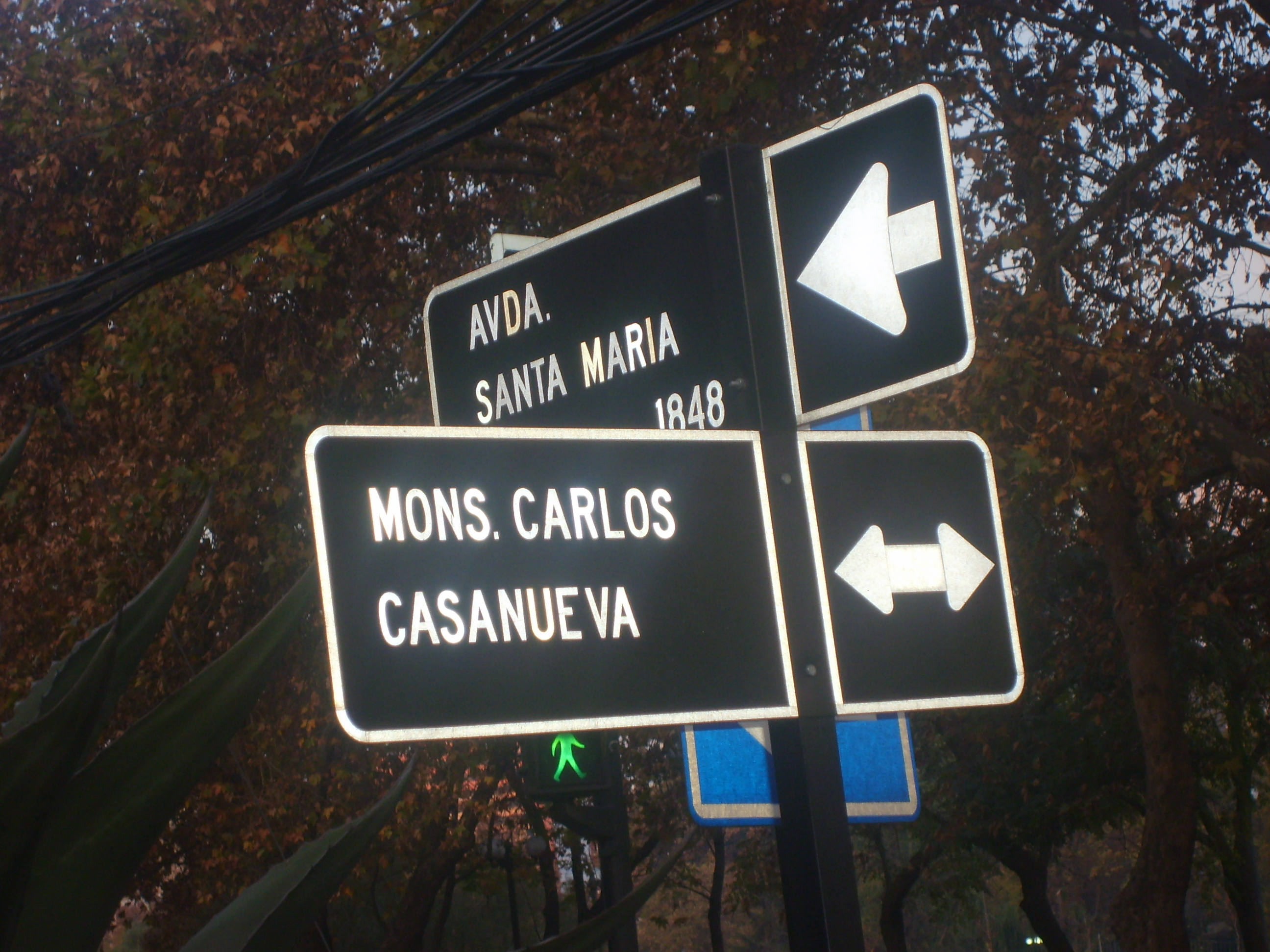
Avenida Monseñor Carlos Casanueva en la comuna santiaguina de Providencia, contigua al campus Lo Contador de la PUC.

Monseñor Carlos Casanueva Opazo (Valparaíso, 21 de septiembre de 1874-Santiago de Chile, 31 de mayo de 1957) fue un sacerdote católico, rector de la Pontificia Universidad Católica de Chile desde 1920 hasta 1953.

## Infancia y juventud
Fue el segundo hijo del matrimonio conformado por Carlos Casanueva Ramos e Isabel Opazo Bello. Al cumplir siete años se trasladó con su familia a Santiago. Sus primeros estudios los realizó en el colegio francés de Monsieur Grosseling en Santiago, para posteriormente, desde 1885 a 1890 estudiar en el Colegio San Ignacio, donde comenzaría su intensa actividad católica.
En 1892, después de obtener su grado de bachiller en Humanidades, entró a la Universidad de Chile a estudiar Derecho. Simultáneamente estudiaría el ramo de Economía Social en la Pontificia Universidad Católica de Chile, entrando así en contacto con la casa de estudios de la cual después sería rector por muchos años.

## Vida sacerdotal
Una vez que se recibió de abogado en 1896, dejó la vida laica para ingresar al Seminario. Fue ordenado sacerdote el 22 de septiembre de 1900 por el Arzobispo de Santiago Monseñor Mariano Casanova.
Ordenado sacerdote en 1900 celebró su primera misa y obtuvo su primer trabajo en el oratorio del Patronato de Santa Filomena, al otro lado del río Mapocho en Santiago de Chile, donde el 8 de noviembre de 1902 logró inaugurar la nueva capilla.
En 1902 Casanova se hizo cargo del Diario Católico. Posteriormente fundó el Diario Popular y el Diario La Unión en 1906
En 1910 fue asignado a la dirección espiritual del Seminario de Santiago. En 1919 fue separado del cargo por el nuevo Arzobispo de Santiago Crescente Errázuriz.

## Don Carlos, Rector de la Pontificia Universidad Católica
A pesar de que el Arzobispo Crescente Errázuriz era partidario de cerrar la Universidad, a fines de 1919 nombró como rector interino al Padre Casanueva. El 19 de febrero de 1920 finalmente fue designado rector en plenitud.
En los 33 años de su rectorado se fundaron las facultades de Filosofía y Letras (1925), de Medicina (1930), y de Teología (1935), y el Hospital Clínico de la Universidad (1939). Otro hito importante fue la primera fundación del Club Deportivo Universidad Católica en 1927 y su fundación definitiva en 1937.

## Últimos nombramientos y muerte
En 1923 fue nombrado canónigo honorario de la Catedral de Santiago, y protonotario apostólico por el Papa en 1935. Renunció a la rectoría de la Universidad en 1953, después de que una dolorosa enfermedad lo dejara semiparalítico.
Víctima de una trombosis que lo dejó postrado por 2 años y siete meses en el Hospital que él mismo fundó, murió el 31 de mayo de 1957. Sus restos descansan en la capilla de la Casa Central de la Universidad, bajo el Altar mandado a construir por él mismo.

## Homenajes
El Estadio San Carlos de Apoquindo del Club Deportivo Universidad Católica recibe su nombre en honor al rector Casanueva, al igual que dos calles en la ciudad de Santiago de Chile ubicadas en las comunas de Macul y Providencia, ambas contiguas a campus de la Pontificia Universidad Católica de Chile.
Además la Pontificia Universidad Católica de Chile creó un premio en su honor, para ayudar a costear los estudios de educación superior a jóvenes con excelente rendimiento y situación económica desfavorecida, llamado premio Monseñor Casanueva.
El año 2008, con motivo de los 120 años de la Universidad, la Pastoral de esa casa de estudios realizó una ópera rock en honor a Monseñor Carlos Casanueva, titulada El Secreto de un Milagro. Cuenta la historia de los rumores de quiebra de la Universidad Católica a comienzos de la década de 1920, y de qué manera Mons. Casanueva, nuevo rector, confiando en la protección del Sagrado Corazón de Jesús logró de manera prácticamente "milagrosa" superar la situación, sumada a la de un incendio que sufrió la Casa Central.